# Hendrik XXXI van Schwarzburg
Hendrik XXXI (november 1473 - Nordhausen, 4 augustus 1526) was regerend graaf van Schwarzburg uit de linie Schwarzburg-Blankenburg. Hij regeerde van 1493 tot 1513 samen met zijn oom Günther XXXIX over het graafschap Schwarzburg-Blankenburg. In 1513 verdeelden Hendrik en zijn oom hun gebieden onder elkaar, waarbij Hendrik het Unterherrschaft rond de steden Sondershausen en Frankenhausen kreeg. Na zijn dood werd Hendrik opgevolgd door zijn oudste zoon, Günther XL.

## Biografie
Hendrik XXXI was de oudste zoon van Günther XXXVIII de Middelste. Günther XXXVIII overleed echter voor zijn eigen vader Hendrik XXVI in 1484, terwijl Hendrik XXXI nog minderjarig was. Toen Hendrik XXVI in 1488 stierf nam Hendriks oom, Günther XXXVI de Oudere, de regering en de voogdij over Hendrik XXXI op zich. Hendrik werd door zijn voogd naar hof van de aartsbisschop en keurvorst van Mainz gezonden, waar hij een adellijke opleiding kreeg. 
Vanwege een conflict met zijn jongere broer Hendrik XXIX trad Günther XXXVI de Oudere in 1493 af. Samen zijn zijn oom Günther XXXIX de Bremer werd Hendrik graaf van Schwarzburg-Blankenburg. In 1513 verdeelden Hendrik en Günther hun gebieden onder elkaar. Hendrik kreeg het noordelijke deel van Schwarzburg, het Unterherrschaft rond Sondershausen en Frankenhausen. Keizer Maximiliaan I bevestigde in 1518 dat de Schwarzburgers het recht hadden om de titel "Viergraaf van het Rijk" te voeren. 
Hendrik bleef zijn hele leven trouw aan het Rooms-katholieke geloof. Hij trad streng op tegen dorpspriesters die in de geest van Maarten Luther begonnen te preken. Daarmee probeerde Hendrik de invloed van de Reformatie tegen te gaan. In 1525 verspreidde de Boerenoorlog zich naar Midden-Duitsland. De opstandelingen beriepen zich onder andere op de idealen van de reformatie. In Frankenhausen keerden de opstandelingen zich tegen de graaf en de stadsraad. Ze bestormden het kasteel, het raadhuis en het nonnenklooster, waarbij ze oorkondes, schuldpapieren en het zegel van de stad vernietigden. Frankenhausen werd het centrum van de opstand in het noorden van Thüringen. In Sondershausen, de belangrijkste residentie van graaf Hendrik, dreigden de opstandelingen het kasteel te bestormen als Hendriks kanselier de graaf niet uitleverde. De ziekelijke Hendrik wachtte de bestorming niet af, maar droeg de regeringsverantwoordelijkheid over aan zijn oudste zoon Günther XL en vluchtte zelf naar Nordhausen.
Günther verzette zich niet tegen de opstandelingen, maar ging in op hun eisen en ondertekende de veertien "Artikelen van Frankhausen". Hierin eisten de opstandige boeren en burgers vrije toegang tot en het gebruik van bossen, weides en rivieren voor iedereen, de afschaffing van het adellijke jachtrecht en de afschaffing van grafelijke tollen en belastingen. Daarnaast moesten de grafen het halsrecht overdragen aan de stadsraad van Frankenhausen en mochten ze verkiezing van de raad niet mochten beïnvloeden. Ten slotte moesten de lutherse predikanten ongehinderd kunnen preken en zouden alle kerkelijke goederen geseculariseerd moeten worden. Op 15 mei 1525 werden opstandelingen in de Slag bij Frankenhausen echter vernietigend verslagen door een vorstelijk leger, zodat de eisen in "Artikelen van Frankhausen" nooit uitgevoerd werden. Hertog George van Saksen, de leenheer van het Schwarzburger Unterherrschaft en een van de aanvoerders van het vorstelijke leger, strafte de graven van Schwarzburg door Frankenhausen in bezit te nemen. Daarmee verloren de graven een belangrijk deel van hun gebied.
Hendrik XXXI keerde na de overwinning op de boeren terug naar zijn kasteel in Sondershausen, maar een aantal maanden later keerde hij definitief naar Nordhausen terug. Hij overleed in 1526. Zijn lichaam werd in Dom van Nordhausen begraven.

## Huwelijken en kinderen
Hendrik XXXI trouwde in 1499 met Magdalena van Hohnstein, een dochter van graaf Ernst IV van Hohnstein. Ze kregen vier kinderen:
- Günther XL (1499-1552), graaf van Schwarzburg
- Anna (1500-1525)
- Margaretha (1502-1540)
- Hendrik (1504-1528)

Magdalena overleed op 28 juni 1504. Hendrik hertrouwde in 1506 met Anna, een dochter van graaf Adolf III van Nassau-Wiesbaden. Hendrik en Anna kregen een zoon:
- Hendrik XXXIV (1507-1537), graaf van Schwarzburg-Frankenhausen